# آجينس جواندي سافيدج
آجنيس جوانداي سافيدج (بالإنجليزية: Agnes Yewande Savage)‏ (21 فبراير 1906-1964)، طبيبة نيجيرية وأول امرأة بغرب إفريقيا تحصل على شهادة جامعية في الطب. تخرجت في جامعة إدنبرة عام 1929بتقدير امتياز مع مرتبة الشرف في سن الثالثة والعشرين. في عام 1933، أصبحت الناشطة السياسية  ورائدة التعليم العالي السيراليونية إدنا ايليوت هورتين ثاني امرأة بغرب إفريقيا حاصلة على شهادة جامعية، وأول امرأة تحصل على درجة البكالوريوس في الفنون المتحررة بغرب إفريقيا. 

## حياتها

### نشأتها وتعليمها
وُلدت سافيدج في الواحد والعشرين من فبراير عام 1906 بمدينة إدنبرة، إسكتلندا. وكان أبوها ريتشارد أكيووند سافيدج دكتور طبيب وناشر صحفي نيجيري، تخرج في جامعة إدنبرة عام 1900 وهو ينتمي إلى أصول سيراليون-كريولية، ووالدتها ماجي بووي، سيدة إسكتلندية من الطبقة العاملة. وكان أخوها ريتشارد جابريل أكيووند سافيدج طبيبًا أيضًا تخرّج في جامعة إدنبروه عام 1926. نجحت سافيدج في امتحانات الكلية الملكية للموسيقى في عام 1919وحصلت على منحة للدراسة بكلية جورج واتسون للبنات. وهناك حصلت على جائزة  للكفاءة العامة في العمل الجماعي وحصلت على شهادة إنهائها لمرحلة التعليم العالي الإسكتلندية.
التحقت بجامعة إدنبرة لتدرس الطب وتفوقت في دراستها. وفي عامها الدراسي الرابع بكلية الطب، حصلت على تقديرامتياز مع مرتبة الشرف بجميع المواد الدراسية، وحصدت جائزة لتفوقها في مجال الأمراض الجلدية، كما حصلت على ميدالية في الطب الشرعي- وبهذا أصبحت أول امرأة بتاريخ جامعة إدنبرة تحقق كل هذه النجاحات. كما أنها حصلت أيضًا على جائزة دورثي جيلفلان التذكارية كأفضل خريجة لعام 1929.

### عملها كطبيبة وإرسالها للمستعمرة
واجهت سافيدج عقبات مؤسساتية خلال مشوراها المهني بسبب أصولها الإفريقية ولكونها امرأة.  فبعد تخرجها، التحقت بالخدمة الطبية بمستعمرة ساحل الذهب (غانا حاليًا) كضابط وطبيب مساعد. وعلى الرغم من كفاءتها التي تفوق كفاءة نظائرها من الرجال، إلا أنها كانت تحصل على مكاسب مالية أقل.
في عام 1931، عيّن أليك جاردن فريزر، ناظر مدرسة أتشيموتا، سافيدج بالمدرسة. وبناءًا على طلبه،أعطى لها حاكم المستعمرة أفضل تعاقد. فظلت سافيدج بأتشيموتا أربعة أعوامًا تعمل كضابط طبيب ومدرسة في آنٍ واحدٍ. أثناء مكوثها هناك، تعرّفت على سوزان دي جرافت جونسون عندما كانت الأخيرة تعمل كطالبة مسئولة عن مساعدة الطالبات الأصغر سنًا بمدرسة البنات. كانت جونسون تعمل دائمًا مع سافيدج بالعيادة المدرسية، ولاحقًا مضت هي الأخرى في دراسة الطب في جامعة إدنبرة، وبهذا أصبحت أول طبيبة غانية الجنسية. وتعد ماتيلدا جوهانا كلارك طبيبة رائدة أخرى تنتمي إلى الغرب الإفريقي درست أيضًا في كلٍ من أتشيموتا وجامعة إدنبرة، والتي أصبحت أول سيدة غانية الجنسية تحصل على منحة جامعية ذات شأن، وثاني طبيبة في غانا، ورابع سيدة في الغرب الإفريقي تتدرب كطبيبة.  
بعدما غادرت سافيدج أتشيموتا، عادت إلى الخدمة الطبية الاستعمارية ومُنحت امتيازات أفضل. حيث أصبحت مسئولة عن عيادات رعاية الأطفال التابعة للمستشفى التعليمي كورلي-بو بالعاصمة الغانيّة أكرا. وأُختيرت لتكون ضابط طبيب مساعد لقسم الأمومة بالمستشفى ورئيس لسكن الممرضين في الوقت نفسه. وأثناء عملها بمستشفى كورلي-بو، أشرفت سافيدج على تأسيس مدرسة تدريبية للتمريض، كلية كورلي-بو التدريبية للتمريض، وتم تسمية قسم بالكلية باسمها تكريمًا لها.

## وفاتها
تقاعدت سافيدج عن العمل مبكرًا نسبيًا في عام 1947 بسبب «إنهاك جسدي ونفسي» وقضت باقي حياتها في إسكتلندا مع ابن وابنة أخيها. تُوفيّت عام 1964 إثر إصابتها بسكتة دماغية.